# Henningsomyces pulchellus
Henningsomyces pulchellus är en svampart som beskrevs av Sacc. 1905. Henningsomyces pulchellus ingår i släktet Henningsomyces och familjen Marasmiaceae.   Inga underarter finns listade i Catalogue of Life.